# 萬斯敏
萬斯敏（Phyllis Man Sze-Man，2月17日—），香港電視、電影、舞台演員、節目主持人。1990年亞洲電視訓練學院第一屆畢業生，1990-2000年是亞洲電視藝員，曾演出多部電視劇，1996年到北京電影學院進修，於1997年畢業，2001年到英國進修表演課程。由2008-2018年為創世電視藝員。2010年與歐錦棠創辦劇團劇道場，於2019及2023年電視劇《打天下》系列中演出及擔任選角經理。

## 背景
萬斯敏有一兄一妹一弟，早年就讀聖瑪加利女書院，自小學習跳舞。後於1997年畢業於北京電影學院表演系專業演藝課程，並曾取得一級優異成績獎。2001年，她於英國深造表演藝術專業課程。再於2002年在英國修讀整體形像及特技化妝。萬斯敏之後在2003年被邀請到希臘為歌劇《Turandor》（杜蘭朶）及希臘經典音樂劇《Helen》（海倫）擔任化粧師。由2004年起至今，她一直擔任英國City & Guilds舞台及特技化妝國際專業文憑之考核評審員。萬斯敏曾在2007年編寫化妝書《彩妝．愛美麗》。其後在2010年與丈夫歐錦棠創辦劇道場，為劇團之藝術及行政總監。此外，她還曾為香港城市大學、香港藝術學院以及多間中學和機構擔任戲劇課程導師。
她是亞洲電視女藝員之中極少數從未效力過無線電視的人。

## 演出作品

### 舞台劇
- 2017年 1月 科學怪人 Frankenstein 飾 伊利莎伯
- 2016年 6月 春雨歸來 Don't Forget to Remember 飾 程若珍
- 2016年 1月 我愛喵星人 Meow the Musical 飾 貓Innika
- 2015年 5月 男女PK大作戰 Love Battles 分飾 七個角色
- 2014年 6月 聖女貞德 Joanne d’ Arc 飾 貞德
- 2009至2014年 金鎖記 Golden Cangue 飾 舅奶奶
- 2013年 10月 上司愛竊聽 My Boss is eavesdropper 飾 Cherry
- 2013年 8月 宮本武藏 Miyamoto Musashi 分飾 朱實 / 阿杉婆
- 2012年 4月 想變成人的貓 The Cat & The Solitary Man 飾 Murphy the Cat
- 2011至2012年 好姐賣粉果 飾 好姐
- 2011至2013年 再見別離時 A Time for Farewells 飾 Sarah
- 2011年 4月 日落情天 飾 陸欣
- 2009年 9月 殺人遊戲 Killing Games 飾 Arabella
- 2008年 11月 布萊希特的情人 Brecht's lover 飾 Helene Weigel
- 2008年 2月 一代天驕 飾 燕芬姐
- 2007至2013年 最後的平安夜 飾 母親 / 女兒
- 2007年 4月 理想重尋 飾 Cherry
- 2006年 12月 地久天長 飾 Fion
- 2006年 12月 戀戀心湖Talley’s Folly 飾 Sally
- 2006年 9月 我有冇問題 Girl, interrupted 飾 Susanna
- 2006年 4月 柬埔寨的呼喚 飾 靜老師
- 2006年 1月 凹凸男女 Moose Mating 飾 Josie
- 2005年 9月 油夢．情色．畢加索  Montmartre 飾 Susan
- 2005年 6月 承受清風 Inherit the Wind 飾 Mrs. Krebs
- 2004年 8月 他's Him's 飾 Kitty
- 2004年 1月 細鳳 SaiFung 飾 暉女
- 2003年 9月 滴嗒夠鐘AM/PM 分飾 16-80 歲七個不同角色
- 2001年 9月 大建築師 Master Builder 飾 Alice
- 2001年 8月 回歸  Misunderstanding 飾 尤嘉
- 2001年 1月 白金龍 飾 肖梅仙
- 2000年 12月 聖女貞德 Saint Joan 飾 貞德
- 2000年 9月 正宗浴室 Steaming 飾 弱智少女Damn
- 1999年 10月 甕中囚 飾 帶花少女
- 1999年 5月 摩西 飾 公主
- 1999年 5月 做個開心快樂人  飾 鳳姐
- 1998年 6月 情咬新郎哥 飾 May
- 1997年 8月 肢解．王子復仇 to be or not to be? 飾 皇后
- 1996年 6月 舊夢灘 飾 日記少女
- 1995年 9月 夢幻騎士 Man Of La Mancha 分飾 安東妮亞、摩爾女郎
- 1993年 12月 午間小聚 飾 Sarah
- 1988年 1月 WM我們 飾 龐雲
- 1987年 2月 陛官圖 飾 馬小姐
- 1986至1987年 伊人  飾 婉君

### 電影及獨立製作
- 2014 香港電台劇集【性本善2014】《阿滔和他的春天》
- 2013 獨立電影《一個人在途上》
- 2012 電影《激戰》
- 2012 福音電影《最．危險人物》（影射已故賊王葉繼歡）
- 2011 TVB MV《如果我可以》
- 2010 香港電台劇集《愛回家》
- 2009 電影《神鎗手》
- 2008 電影《証人》
- 2006 電影《臥虎》
- 2006 電影《隱形鬥室》
- 2006 Road Show 公民教育短劇
- 2005 Road Show 群力資源中心短劇
- 2005 TVB MV《孩子讓我愛》
- 2004 電影《愛．回家》 飾 阿芳
- 2003 電影《望．新家》 飾 陳詩嘉
- 2000 電視電影《驚幻奇案 》之《五鬼運財》
- 2000 香港電台劇集《法門2000》
- 1999 香港電台劇集《論盡都市人》之《難忍三十》
- 1998 電影《血腥Friday》
- 1997 獨立電影《1959 某日某》
- 1997 電影《太陽之子》
- 1992 電影《外賣情人》

### 電視劇（亞洲電視）
- 還看今朝
- 愛者有其屋
- Q表姐
- 我係Tuna Fi
- 香港奇案之水箱藏屍
- 香港奇案之升降機情殺案
- 大提琴與點三八
- 點解阿Sir係隻鬼
- 大都會鄉里
- 仙鶴神針
- 中國教父
- 豪俠傳
- 衝出校園
- 天蠶變之再與天比高
- 勝者為王III王者之戰
- 城中姊妹花
- 洪煕官
- 碧血青天珍珠旗
- 郎心如鐵（又名《失落真心》）
- 一屋兩鬼三人行（又名《再續隔世情》）
- 九品芝麻官
- 新包青天之滄海月明珠
- 新包青天之鬼臉人
- 新包青天之殉情記
- 新包青天之鐵丘墳
- 精武門
- 殭屍道長
- 我和春天有個約會
- 再見艷陽天
- 殭屍道長II
- 誰是兇手-情義心
- 國際刑警1997-隔世追魂
- 肥貓正傳
- 屋企有個肥大佬
- 流氓·律師
- 我來自廣州
- 英雄之廣東十虎
- 南海十三郎
- 今裝戲寶之終歸有日龍穿鳳
- 衝出學堂

### 電視劇（ViuTV）
- 理想國 第2集：愛的替身 飾演 Michelle
- 打天下 飾演 莊惠母親
- 打天下2 飾演 莊惠母親

### 節目主持
- 資訊旅遊節目-《地球深度行》Ⅳ、Ⅴ、Ⅵ、Ⅶ共四輯
- 婦女綜合電視節目-《方太生活廣場》
- 旅遊特備電視節目-《永安旅遊特輯》
- 飲食推介電視節目-《美味夫妻檔》
- 現場直播節目-《六合彩》
- 九七回歸紀念特輯VCD-《香港百載風雲》
- 東華三院家庭輔導VCD-《別債重生》
- 創世電視資訊節目-《為何不可能》
- 創世電視清談節目-《創世日誌》
- 創世電視清談節目-《電視撈飯》

## 外部連結
- 萬斯敏 Phyllis Man的Facebook專頁
- 萬斯敏Phyllis的新浪微博
- 萬斯敏的Instagram帳戶
- 劇道場 Theatre Dojo官方網站 （页面存档备份，存于）
- 萬斯敏在香港影庫上的簡介